# Торелли, Джузеппе (переводчик)
Джузеппе Торелли (итал. Giuseppe Torelli; 3 ноября 1721, Верона — 18 августа 1781, Верона) — итальянский переводчик, литератор и математик.
Изучал право в Падуанском университете, получил докторскую степень. Вернувшись в Верону, занимался разнообразной научной деятельностью. Наибольшее значение имеет подготовленное им издание трудов Архимеда, вышедшее посмертно, в 1792 г., в Оксфорде на греческом и латыни, с присовокуплением биографического очерка о Торелли, написанного его итальянским коллегой Клементе Сибилиато. Замечания Торелли по поводу текстологии и интерпретаций «Божественной комедии» Данте были использованы в работе других специалистов-современников и опубликованы посмертно. Александр Чалмерс в своём «Всеобщем биографическом словаре» отмечал, что «приобретённые им знания были столь всеобщи, что к какому бы предмету ни обратился разговор, он высказывал свои суждения об этом предмете как если бы то был единственный предмет его исследований».
Переводил с древнегреческого, латыни и английского, в том числе стихотворения Феокрита и Катулла, две первых песни «Энеиды» Вергилия, комедию Плавта «Псевдол»; басни Эзопа перевёл с древнегреческого на латынь. Существеннее всего, однако, выполненный Торелли итальянский перевод «Элегии, написанной на сельском кладбище» Томаса Грея.